# Dorrite
La dorrite est un minéral silicaté isostructurel au groupe des aenigmatites. Il est très similaire chimiquement à la rhönite (Ca2Mg5Ti(Al2Si4)O20), sans titane (Ti) et avec la présence de Fe3+. La dorrite doit son nom au Dr John A. Dorr, ancien professeur de l'Université du Michigan qui a fait des recherches sur les affleurements où de la dorrite a été trouvée en 1982. Ce minéral est sous-métallique ressemblant à des couleurs allant du noir brunâtre, du brun foncé au brun rougeâtre.

## Découverte
La dorrite a été découverte pour la première fois en 1982 par A. Havette sur un affleurement basalte-calcaire sur l'île de la Réunion. Le deuxième signalement de dorrite a été produit par Franklin Foit et ses associés alors qu'ils examinaient une paralave du bassin de la rivière Powder, au Wyoming en 1987. Les analyses ont déterminé que ce nouveau minéral était  similaire à la rhönite, mais dépourvu de Ti mais présentant une dominante Fe3+ dans ses sites octaédriques. Les autres minéraux qui coexistent avec cette phase sont le plagioclase, la gehlénite-akermanite, les solutions solides de magnétite-magnésioferrite-spinelle, l'essénéite, la néphéline, la wollastonite, le feldspath riche en Ba, l'apatite, l'ulvöspinelle, la sahamalite ferrique et la barytine secondaire et la calcite. 

## Occurrence
La dorrite se trouve dans des assemblages minéraux naturels tels que dorrite-magnétite-clinopyroxène, rhönite-magnétite-olivine-clinopyroxène, et aenigmatite-pyroxène-olivine. Ces assemblages sont typiques des environnements à basse pression et haute température. La dorrite est stable dans des conditions fortement oxydantes, à haute température et basse pression. Elle est notamment présente dans les paralaves, qui sont des roches fondues pyrométamorphiques formées par la combustion de gisements de charbon. Il y a 15 gisements recensés actuellement, dont 6 en en Europe, et seulement 2 aux États-Unis.

## Cristallographie
Les chercheurs ont déterminé que la dorrite est triclinique-pseudomonoclinique et qu'elle est jumelée par une double rotation autour de l'axe pseudomonoclinique b. Les paramètres cristallographiques de la dorrite sont les suivants : a = 10,505 Å, b = 10,897 Å, c = 9,019 Å, α = 106,26°, β = 95,16°, et γ = 124,75°.

### Composition chimique
| Éléments  | Éléments |
| --------- | -------- |
| Calcium   | 8,97 %   |
| Magnésium | 5,44 %   |
| Aluminium | 6,04 %   |
| Fer       | 37,48 %  |
| Silicium  | 6,28 %   |
| Oxygène   | 35,79 %  |

| Oxydes | Oxydes  |
| ------ | ------- |
| CaO    | 12,55 % |
| MgO    | 9,02 %  |
| Al2O3  | 11,41 % |
| Fe2O3  | 53,59 % |
| SiO2   | 13,44 % |